# 哈維峰 (奧次地)
哈維峰（英語：Harvey Peak）是南極洲的山峰，位於奧次地，處於芬格嶺以南4公里，海拔高度2,120米，美國地質調查局根據測量和美國海軍拍攝的空中照片繪入地圖，現時由南極條約體系管理。